# Metopius crassicornis
Metopius crassicornis är en stekelart som beskrevs av Morley 1912. Metopius crassicornis ingår i släktet Metopius och familjen brokparasitsteklar. Inga underarter finns listade i Catalogue of Life.